# Gościejów (potok)
Gościejów – potok w Pasmie Równicy w Beskidzie Śląskim, prawostronny dopływ Wisły, o długości 4,28 km. Cały tok w granicach miasta Wisła.
Szereg drobnych źródeł na wysokości 770–820 m n.p.m. w obszernym kotle na zachodnich stokach grzbietu Gościejów-Smerekowiec-Czupel. 
Spływa generalnie w kierunku południowo-zachodnim wąską doliną, w górnej części całkowicie zalesioną, w dolnej zajętą przez zabudowę osiedla Gościejów.
Do Wisły uchodzi na wysokości ok. 460 m n.p.m. w Nowej Osadzie, przy górnym krańcu ośrodka rekreacyjnego „Jonidło”.